# 홍호연
홍호연(洪浩然, 1581년~1657년)은 조선계 일본인 유학자이다.

## 생애
조선에서 출생해 1593년, 2차 진주성 전투 때 12세에 나베시마 나오시게(鍋島直茂)의 포로가 되어 일본으로 끌려가게 되었다.
그는 일본에서 영리함을 인정받아 나오시게의 14세 된 아들인 나베시마 가쓰시게(鍋島勝茂)의 친구가 되었으며, 교토(京都)에서 유학하게 되었다. 이후 사가로 돌아와 번주가 된 가쓰시게의 근시(近侍)로서 사가 사람들에게 유학과 글씨를 가르쳤으며, 70세 때는 고국 조선을 그리워하며 귀국하려 하였으나 번주의 만류로 그러지 못하고 76세 때 가쓰시게가 죽자 그도 같이 죽었다.
일본 사가시 아미타사에는 운해호연거사(雲海浩然居士)라고 쓴 묘비가 존재하며, 《홍호연전》(洪浩然傳)이란 책이 일본 궁내성도서관에 있다고 한다. 또한 그의 후손들은 지금도 홍씨(일본어: 洪氏 고시[*]) 성을 쓰고 있다고 한다.

## 같이 보기
- 고 요시로